# 東郡
東郡，中國古代的郡。始立於秦王政時期，終於隋。

## 沿革

### 秦漢
秦王政五年（前242年），將軍蒙驁攻魏，取二十城，初置東郡，後治濮陽（今河南省濮陽縣西南）。
漢高帝十一年（前196年），立皇子劉恢為梁王，廢東郡，以其領縣益梁國。高后八年（前180年），梁王呂產被誅，復置東郡。漢武帝元封五年（前106年），置十三刺史部，東郡屬兗州刺史部。至漢成帝末，東郡領二十三縣：濮陽、畔、觀、聊城、頓丘、發干、茌平、東武陽、博平、黎、清、東阿、離狐、臨邑、利苗、須昌、壽良、樂昌、陽平、白馬、南燕、廩丘。轄境大致相當於今河南省濮陽市與山東省聊城市一帶，郡治在濮陽，都尉治在東阿。
新朝時，改東郡為治亭。新朝滅亡後，復稱東郡。
東漢前期，改南燕縣為燕縣，分臨邑縣置穀城縣。漢光武帝建武六年（30年），省併畔、黎、利苗、樂昌四縣。建武十三年（37年），徙封周承休公姬武為衛公，改觀縣為衛公國。約此前後，改壽良縣為壽張縣。漢明帝永平二年（59年），以須昌、壽張二縣益東平國。漢章帝建初中，改清縣為樂平縣。建初四年（79年），以離狐縣益濟陰國。漢和帝永元二年（90年），以茬平縣益濟北國。或此時，廩丘縣改屬濟陰郡。至此，東郡領十五縣（公國、侯國）：濮陽、衛、聊城、頓丘、發干、范、東武陽、博平、樂平、東阿、臨邑、陽平、白馬、燕、穀城。
漢獻帝建安十七年（212年），衛、頓丘、發干、東武陽四縣（公國）改屬魏郡。

### 魏晉南北朝
魏文帝黃初二年（221年），分魏郡、東郡置陽平郡，陽平、樂平二縣改屬陽平郡。曹魏前後，濟陰郡廩丘、鄄城二縣改屬東郡，聊城、博平二縣改屬平原國，范縣改屬東平國，東阿、臨邑、穀城三縣改屬濟北國。至此，東郡領五縣（公國）：濮陽、白馬、燕、廩丘、鄄城。
晉武帝咸寧三年（277年），立皇子司馬允為濮陽王，改東郡為濮陽國。太康十年（289年），徙封濮陽王為淮南王，復濮陽國為東郡。司馬倫建始元年（301年），廢皇太孫司馬臧為濮陽王，復改東郡為濮陽國。
北魏太武帝天興二年（399年），攻佔後燕東燕郡（前身為西晉末分濮陽郡所置的東燕國）。不久，即改東燕郡復置東郡，治白馬縣滑臺城（今河南省滑縣東南），領東燕（舊名燕）、白馬、涼城等縣。天興四年（401年），置兗州（治滑臺城），東郡屬之。
晉安帝義熙十二年（416年），破北魏軍隊於涼城，進而克滑臺，遂取東郡。至此，東郡領三縣：東燕、白馬、涼城。宋少帝永初三年（422年），滑臺被北魏攻克，東郡復入北魏，後又收復。宋文帝元嘉四年（427年），滑臺再次被北魏攻克，東郡遂入北魏。
北魏孝文帝太和十八年（494年），東郡改屬司州；廢陳留郡，其部分領縣改屬東郡。北魏孝明帝孝昌二年（526年），分白馬縣置平昌縣；復置陳留郡，部分領縣還屬陳留郡。武泰元年（528年），分涼城縣置長樂縣。至此，東郡領七縣：東燕、白馬、平昌、涼城、長樂、酸棗（舊屬陳留郡）、長垣（舊屬陳留郡）。
北齊文宣帝天保七年（556年），省併平昌、涼城、長樂、酸棗四縣。至此，東郡領三縣：東燕、白馬、長垣。北周滅北齊後，東郡改屬汴州。隋文帝開皇三年（583年），廢東郡，領縣直屬汴州。

### 隋朝
隋文帝開皇九年（589年），分汴州置杞州，開皇十六年（596年）改為滑州，隋煬帝大業二年（606年）改為兗州。大業三年（606年），改兗州為東郡，治白馬縣滑臺城（今河南省滑縣東南），領九縣：白馬、靈昌、衛南、濮陽、封丘、匡城（舊名長垣）、胙城（舊名東燕）、韋城、離狐。
魏永平二年（618年），取隋東郡，改為滑州，東郡之名不再作為行政區劃名稱。

## 人口
- 漢平帝元始二年（2年），東郡有401297戶、1659028口。[4]
- 漢順帝永和五年（140年），東郡有136088戶、603393口。[21]
- 東魏孝靜帝武定中（543年－550年），東郡有30521戶、107717口。[17]
- 隋煬帝大業五年（609年），東郡有121905戶。[19]

## 太守
- 韓延壽，字長公，杜陵人，漢宣帝神爵三年（前59年）離任。[22]
- 嚴彭祖，字公子，東海下邳人。[23]
- 陳咸，字子康，沛郡相人，漢成帝陽朔元年（前24年）免官。[24]
- 王尊，字子贛，涿郡高陽人，漢成帝時在任。[25]
- 丙昌，字長矯，漢平帝元始二年（2年）出任。[22]
- 翟義，字文仲，汝南上蔡人，漢孺子居攝二年（7年）舉兵反。[26]
- 王閎，魏郡元城人，漢更始帝更始元年（23年）歸降。[27]
- 耿純，字伯山，鉅鹿宋子人，漢光武帝建武二年（26年）至六年（30年）、八年（32年）至十三年（37年）在任，卒官。[28]
- 伏壽，琅邪東武人。[29]
- 張酺，字孟侯，汝南細陽人，漢章帝永平十八年（75年）至漢和帝永元二年（90年）在任。[30]
- 魯丕，字叔陵，南陽宛人，漢和帝永元二年（90年）至三年（91年）在任，卒官[來源請求]。[31]
- 袁敞，字叔平，汝南汝陽人，漢安帝初在任。[30]
- 曹紹，南陽新野人，漢靈帝時在任。[32]
- 橋瑁，漢獻帝初平元年（190年）被殺。[33]
- 王肱，漢獻帝初平元年（190年）至二年（191年）領。[33]
- 胡軫，漢獻帝初平二年（191年）離任。[34]
- 王肱，漢獻帝初平元年（190年）至二年（191年）領。[33]
- 曹操，字孟德，沛國譙人，漢獻帝初平二年（191年）三年（192年）在任。[33]
- 夏侯惇，字元讓，沛國譙人，漢獻帝初平三年（192年）興平元年（194年）領。[35]
- 臧洪，字子源，廣陵射陽人，漢獻帝興平元年（194年）至三年（196年）在任。[36]
- 楊眾，漢獻帝建安元年（196年）見任。[37]
- 劉延，漢獻帝建安五年（200年）見任。[33]
- 任嘏，字昭先，樂安博昌人，曹魏初在任。[38]
- 韓宣，字景然，勃海人，曹魏初在任。[39]
- 荀俁，魏明帝時在任。[40]
- 王機，字產平，太原晉陽人，曹魏時在任。[41]
- 鄭默，字思元，滎陽開封人，晉武帝泰始中在任。[42]
- 郗隆，字弘始，高平金鄉人，晉惠帝時在任。[43]
- 王景度，宋少帝永初三年（422年）為北魏所攻，棄城逃。[44]
- 申謨，宋文帝元嘉四年（427年）為北魏所擒。[16]
- 劉策，中山人。[45]
- 許赤虎，博陵人。[46]
- 李伯膺，趙郡平棘人。[47]
- 李蕤，字延賓，隴西狄道人。[48]
- 尹挺，天水冀人，北魏孝明帝景明中除，未拜而卒。[49]
- 曹道，譙郡人。[50]
- 畢祖暉，東平須昌人，北魏宣武帝正始中出任。[51]
- 封軌，字廣度，勃海蓨人，北魏宣武帝末在任。[52]
- 李仲琁，趙郡平棘人。[53]
- 元和，字善意，河南洛陽人，北魏孝明帝正光四年（523年）卒官。[54]
- 裴炯，字休光，河東聞喜人，北魏孝明帝正光四年（527年）為城民所害。[49]
- 李蕤，字延賓，隴西狄道人，北魏孝莊帝建義元年（528年）離任。[48]
- 唐景宣，晉昌冥安人，北魏孝莊帝建義元年（528年）試守。[55]
- 崔庠，字文序，東清河鄃人，北魏孝莊帝永安二年（529年）棄郡走還鄉里。[56]
- 裴俠，字嵩和，河東解人，北魏孝莊帝永安二年（529年）至北魏孝武帝永熙三年（534年）在任。[57]
- 任冑，廣寧人，東魏孝靜帝天平中在任。[58]
- 韓雄，字木蘭，河南東垣人，西魏文帝大統中在任。[59]
- 堯峻，字難宗，上黨長子人，東魏孝靜帝時在任。[60]
- 李渾，字季初，趙郡柏人人，東魏孝靜帝時在任。[61]
- 陸士佩，東魏孝靜帝時在任。[62]
- 孟業，字敬業，鉅鹿安國人，北齊文宣帝天保中在任。[63]
- 宋世良，字元友，廣平人，北齊時在任。[63]
- 宋士素，廣平人，北齊時在任。[64]
- 于仲文，字次武，河南洛陽人，北周宣帝時出任。[65]